# Marc Kirschner
Marc W. Kirschner (Chicago, Illinois, 28 de febrero de 1945) es un biólogo celular y bioquímico estadounidense, y el presidente fundador del Departamento de Biología de Sistemas de la Escuela Médica de Harvard. Su investigación involucra problemas en biología celular y del desarrollo, tales como la dinámica y función del citoesqueleto, la regulación del ciclo celular, y el proceso de señalización en embriones, así como la evolución del plan corporal de los vertebrados, y la aplicación de enfoques matemáticos a la biología.

## Biografía
Kirschner nació en Chicago, Illinois, el 28 de febrero de 1945. Se graduó de la Universidad Northwestern con un título de grado en química en 1966. En 1971, recibió su doctorado en bioquímica de la Universidad de California en Berkeley. Ocupó cargos de posdoctorado en la UC Berkeley y la Universidad de Oxford en Inglaterra. Se volvió profesor asistente en la Universidad de Princeton en 1972. En 1978 fue nombrado profesor en la Universidad de California en San Francisco. En 1993, se mudó a la Escuela Médica de Harvard, donde sirvió como el presidente del nuevo Departamento de Biología Celular por una década. Se volvió el presidente fundador del Departamento de Biología de Sistemas de la escuela en 2003. Fue nombrado el Profesor John Franklin Enders de la Universidad en 2009.

## Contribuciones científicas
Kirschner estudia cómo se dividen las células, cómo generan su forma, cómo controlan su tamaño, y cómo se desarrollan los embriones. En su laboratorio, coexiste el trabajo de desarrollo en la rana con trabajo bioquímico sobre el mecanismo de ubiquitinación, ensamble de citoesqueleto o transducción de señal.
En Princeton, sus primeros trabajos sobre microtúbulos establecieron su inusual ensamble molecular a partir de proteínas tubulina e identificaron la primera proteína estabilizante de microtúbulos tau, que mostró después ser un componente importante de los ovillos neurofibrilares en la enfermedad de Alzheimer. En estudios en la UC San Francisco del embrión de la rana como un sistema modelo del desarrollo celular, Kirschner identificó el primer inductor de la diferenciación embrionaria, el factor de crecimiento de fibroblastos (FGF), un hallazgo temprano en el campo de la transducción de señales.
El laboratorio de Kirschner es conocido también por descubrir los mecanismos básicos del ciclo celular en células eucariotas. Trabajando en extractos de huevo de Xenopus (rana), Kirschner y Andrew Murray mostraron que la síntesis de ciclina lleva al ciclo celular y, posteriormente, que la ubiquitina regula los niveles de ciclina mediante el marcado de la molécula del ciclo celular para destrucción. Su laboratorio descubrió y purificó muchos de los componentes involucrados en la progresión del ciclo celular, incluyendo al complejo promotor de anafase (APC), el complejo que ubiquitina a la ciclina B.
Un segundo hallazgo notable fue su descubrimiento, con Tim Mitchison, de la inestabilidad dinámica de los microtúbulos, En la mitosis, por ejemplo, los microtúbulos forman el huso que separa los cromosomas. El primer paso en la formación del huso es la nucleación de microtúbulos mediante centros organizadores de microtúbulos, los cuales crecen entonces en todas las direcciones. Los microtúbulos que se adjuntan a un cromosoma son estabilizados y son por tanto retenidos para formar parte del huso. Debido a la estabilidad dinámica, algunos microtúbulos individuales que no están estabilizados están en riesgo de colapso (o "catástrofe" como Kirschner lo llamó), permitiendo la reutilización de los monómeros de tubulina. Este reconocimiento de autoorganización en sistemas biológicos ha sido altamente influyente, y ayudó a formar la visión del citoplasma como una colección de máquinas moleculares dinámicas.
Además de estas contribuciones, Kirschner tiene intereses en los orígenes evolutivos del plan corporal vertebrado, y en particular los orígenes del sistema nervioso de los cordados. Ha estado involucrado en el uso de enfoques matemáticos para aprender sobre cuestiones biológicas centrales. Por ejemplo, un modelo de la vía de señalización WNT que desarrolló en colaboración con Reinhart Heinrich mostró que nuevas propiedades y limitaciones emergen las etapas bioquímicas individuales son combinadas en una vía completa.
En dos libros en que fue coautor con John Gerhart, Kirschner ha descrito el apuntalamiento celular y de desarrollo de la evolución de los organismos. En un libro reciente, Kirschner y Gerhart propuso una nueva teoría de "variación facilitada" que pretende responder a la pregunta: ¿Cómo pueden los cambios genéticos pequeños y aleatorios ser convertidos en cambios útiles en partes del cuerpo complejas?

## Servicio público
Kirschner ha sido un defensor para el financiamiento de la investigación biomédica federal y sirvió como primer presidente del Comité Directivo Conjunto para las Políticas Públicas, una coalición de sociedades científicas que ayudó a crear en 1993 para educar al Congreso de los Estados Unidos sobre investigación biomédica y presionarlo para su financiamiento público.
Kirschner ayudó a lanzar la revista mensual y revisada por pares PLoS Biology en octubre de 2003 como miembro del consejo editorial y autor principal de un artículo en el número inaugural. La revista fue la primera empresa de la Librería Pública de Ciencia (PLoS por sus siglas en inglés) basada en San Francisco, la cual había comenzado tres años atrás como una organización de base de científicos que defienden el acceso libre y sin restricciones a la literatura científica.

## Libros
- con John Gerhart, Cells, Embryos, and Evolution: Toward a Cellular and Developmental Understanding of Phenotypic Variation and Evolutionary Adaptability (Blackwell's, 1997) ISBN 0-86542-574-4
- con John Gerhart, The Plausibility of Life: Resolving Darwin's Dilemma ( Yale University Press 2005) ISBN 0-300-10865-6

## Premios y asociaciones
- 1989–presente - Miembro, Academia Nacional de Ciencias de Estados Unidos
- 1989–presente - Miembro, Academia Estadounidense de las Artes y las Ciencias[14]
- 1990-1991 - Presidente, American Society for Cell Biology
- 1996 - Premio al Servicio Público, American Society for Cell Biology
- 1999–presente - Miembro extranjero, Royal Society of London
- 1999–presente - Miembro extranjero, Academia Europæa
- 2001 - William C. Rose Award, American Society for Biochemistry and Molecular Biology
- 2001 - Premio Internacional Canadá Gairdner[15]
- 2003 - Rabbi Shai Shacknai Memorial Prize in Immunology and Cancer Research, Hebrew University-Hadassah Medical School, Jerusalén
- 2003 Medalla E. B. Wilson, American Society for Cell Biology (el más alto honor de la ASCB)
- 2004 - Dickson Prize for Science, Carnegie Mellon University[16]